# Zawada (Nowy Sącz)
Zawada – osiedle w południowej części Nowego Sącza. Graniczy z osiedlami: Nawojowska, Gorzków, Falkowa, Poręba Mała, Kaduk oraz Popardową, Nawojową i Jamnicą.
Wieś o rodowodzie średniowiecznym, lokowana była w czasach Kazimierza III Wielkiego na prawie magdeburskim, tzw. prawie niemieckim na 21 łanach podgórskich mniejszych [1 łan = 48 mórg. W dokumentach średniowiecznych często występowała z Nawojówką, wtedy samodzielną wsią, od XIX wieku przysiółkiem Zawady. W zachodniej części końcem XVIII wieku wykształcił się drugi przysiółek Brzeziny. 

## Etymologia nazwy
Nazwa osiedla ma pochodzić od „zawady” czyli przeszkody terenowej, którą miał być szlaban odgradzający wieś od Nawojowej (to według miejscowych podań). Może też być zniekształcone „Za wodą”. Wedle innej jeszcze wersji od istniejącej tam karczmy.
Nazwa Zawada przez wielu badaczy i historyków objaśniana była jako miejsce, gdzie znajdowały się zasieki lub umocnienia, stanowiące zawadę (przeszkodę) dla nieprzyjaciela. Teza ta upadła w świetle najnowszych badań archeologicznych. Andrzej Żaki, znany archeolog, który m.in. zajmował się badaniami na terenie Sądecczyzny, nie znalazł w żadnej z Zawad śladów umocnień czy fortyfikacji.
Według opracowania „Nazwy miejscowości Sądecczyzny” Eugeniusza Pawłowskiego, nazwa Zawada należy do grupy nazw kulturowo–żartobliwych, wywodzona jest często od nazwy karczmy, „niby przeszkody dla podróżnych”. Zawada leży przy dawnym szlaku handlowym biegnącym z Bardejowa, przez Tylicz, doliną Kamienicy Nawojowskiej do Nowego Sącza i stanowi ostatnią miejscowość przed największym miastem – stolicą regionu. Dlatego też mogła być pewnego rodzaju przeszkodą, zawadą przed dojazdem do Nowego Sącza od strony południowo-wschodniej.

## Najdawniejsze dzieje
- 1389 pierwsza udokumentowana wzmianka o Zwadzie i Nawojówce. Mikołaj Omelto - sędzia ziemi sądeckiej - zakupił od Mikołaja z Czarnocina Zawadę i Nawojówkę.
- Ród Omletów osiadł na stałe i z czasem od nazwy wsi przyjął nazwisko Zawadzkich.
- 1470 dziedzice Zawady: Mikołaj i Piotr Zawadzcy z rodu Starych Koni. W Zawadzie folwark z rozległymi łanami i 9 łanów kmiecych. Karczmy i zagród nie ma. Dziesięciny z folwarku należały do kościoła parafialnego.
- Zawada była w posiadaniu szlachty Zawadzkich do końca XVII wieku
- 1748 właścicielem Zawady, Nawojówki i Poręby Górnej i Dolnej został Bernardyn Stadnicki drugi syn Michała Stadnickiego i Justyny Gostkowskiej, Łowczy malborski czyli pomorski ma mocy przywileju króla Augusta III Sasa z roku 1748 (ut acta castrensia relationum sande-ciensia ex an. 1750 oblata).
- Koniec XVIII wieku Zawada z Nawojówką prawdopodobnie zostały sprzedane na licytacji.
- 16 czerwca 1796 roku Józef Makulski sprzedaje dobra Zawada i Nawojówka Michałowi Kowalskiemu.

Michał Kowalski i małżonka jego Joanna z Siedleckich 1 maja 1803 roku sprzedali Zawadę i Nawojówkę Filipowi Weinbrennerowi. Początkiem XIX wieku Marianna i Filip małżonkowie Winbrennerowie sprzedali kolejne części Zawady i Nawojówki. Nastąpiło rozdrobnienie wsi, która znajdowała się w rękach kilku osób, byli to: Piotr Hendemann, Filip Laubach, Tomasz Rawicz Czerski, Henryk Stuber, Jakub Boesbier, Filip Brachel, Filip Butz i inni. 
Wspomniany Tomasz Czerski wspólnie z małżonką Eleonorą, początkowo posiadali 1/6 część Zawady i Nawojówki. W kolejnych latach dokupili duży obszar, proces ten kontynuował ich syn Józef. W połowie XIX wieku Czerscy byli właścicielami nieco ponad połowy Zawady i Nawojówki. Pozostały obszar podlega dalszemu rozdrobnieniu, do największych właścicieli należały rodziny: Rudnickich, Żebrackich i Lenartowiczów. 
Józef Rawicz Czerski nie zawarł związku małżeńskiego, nie posiadał potomka, cały swój majątek zapisał Franciszce Suwalskiej, córce nauczyciela z Nowego Sącza. Franciszka początkowo była jego gospodynią, potem została osobistą opiekunką. Na podstawie testamentu z 1 września 1891 roku i dekretu dziedzictwa z 9 lipca 1892 roku została właścicielką części dóbr Zawady i Nawojówki. Franciszka Suwalska była ostatnią właścicielką Zawady i Nawojówki. Część majątku sparcelowała, a ok. 100 hektarów i las znajdujący się na Małej Górze przeznaczyła na Fundację dla nieuleczalnie chorych chłopców, obecnie Dom pomocy społecznej przy ul. Nawojowskiej.

## Powstanie Brzezin
Końcem XVIII wieku właścicielem zachodniej części Zawady został Aleksander Brzezieski. Znajdował się tutaj duży folwark o obszarze około 160 morgów. W przybliżeniu rozciągał się: na zachód od potoka Łącznik, od południa graniczył z Porębą Małą, od zachodu z Dąbrówką Polską, od północy z dzisiejszą ulicą Graniczną. Od jego nazwiska folwark nazwano Brzezinami. 
W połowie XIX wieku folwark został podzielony na Brzeziny Wyżne i Niżne czyli Podewsie. Właścicielami folwarku Wyżnego były kolejno rodziny: Czerskich, Ostoja-Zabierzowskich, Zdankiewiczów. Od 1884 małżonkowie Zdzisława i dr Włodzimierz Olszewscy. Ostatnimi właścicielami Brzezin Wyżnych była rodzina Zarębów.
Folwark Brzeziny Niżne znajdował się w posiadaniu: Czerskich, Puzikowskich, Traczewskich, Pawlikowskich. Ostatnimi właścicielami folwarku było małżeństwo Eliasza i Berty Kaufer, którzy kupili go od Wojciecha Pawlikowskiego kontraktem z 14 sierpnia 1919 roku. Zabudowania folwarczne znajdowały się przy obecnej ulicy Grunwaldzkiej. W 1941 roku, kiedy tworzono getto w Nowym Sączu Kaufrowie wyjechali z Zawady. Po zakończeniu wojny majątek po nich został rozparcelowany.

## Dalsze dzieje
W czasach galicyjskich była to gmina Zawada (z Nawojówką i Brzezinami) o powierzchni 4,2 km².
Zawada była wsią typowo rolniczą, produkującą produkty rolne dla pobliskiego Nowego Sącza. W XVI i XVII wieku mieszkało to 6. kmieci, którzy, posiadali po 1. łanie ziemi, 6. zagrodników z rolami, 6. komorników bez bydła. Resztę ziemi zajmował folwark szlachecki. W Nawojówce już w średniowieczu pracował młyn o jednym kole [pierwsza wzmianka z roku 1427] oraz znajdowała się karczma wzmiankowana w 1470 roku.
Początkiem XIX wieku oprócz dworu, znajdowało się tutaj 50 domów, pracowały 2 młyny. Końcem było już ponad 100 numerów i mieszkało ok. 700 osób, wybudowano trzeci młyn. W II poł. XIX wieku w Brzezinach odkryto złoża gliny i powstała cegielnia. Nieco później pokłady gliny znaleziono też w Zawadzie i wybudowano cegielnię. Ważnym wydarzeniem była budowa w latach 1874 - 1876 linii kolejowej, gdyż sporo mieszkańców znalazło zatrudnienie przy budowie mostu kolejowego i nasypów.
W roku 1908 wybudowano budynek szkoły, obecnie tzw. Stara Szkoła. W okresie międzywojennym pracowała cegielnia i tartak parowy Zawada, dwa młyny: Abrahama Klapholza i Marcina Kacza, tartak Rembiaszów, była kuźnia, szewc, karczma oraz kilka sklepów żydowskich. W 1936 roku wybudowano dom ludowy. Wielu mieszkańców pracowało w warsztatach kolejowych w Nowym Sączu. W 1930 roku liczyła 1044 mieszkańców.
W 1946 roku założony został Ludowy Klub Sportowy „Zawada Nowy Sącz”. Znajduje się stadion sportowy o wymiarach   110 m x 74 m,  który posiada 1000 miejsc. Największe osiągnięcie LKS - rozgrywki w IV lidze. Obok stadionu znajduje się hala sportowa i korty tenisowe.
Początkiem lat 60. przeprowadzono elektryfikację. W 1965 powstał Zakład Produkcji Leśnej „LAS”. W 1970 wybudowano budynek nowej szkoły.
Włączona została do Nowego Sącza w 1973 roku. Stopniowo przekształciła się ze wsi rolniczej w osiedle mieszkaniowe. W dawnej Nawojówce na tzw. Górkach powstało osiedle domków jednorodzinnych Górki Zawadzkie.
Szkoła przekształcona została w Zespół Szkół Podstawowo-Gimnazjalnych nr 2 z oddziałami integracyjnymi, w dawnym domu ludowym zlokalizowano Państwową Szkołę Muzyczną, budynek Starej Szkoły zajmuje przedszkole sportowe z kortami tenisowymi.
W roku 2009 minęło 620 lat od założenia Zawady i Nawojówki.